# ホセ・イララゴーリ
ホセ・イララゴーリ・エアロ（José Iraragorri Ealo, 1912年3月16日 -1983年4月27日）は、スペイン・バスク州バサウリ出身の元サッカー選手、元サッカー指導者。スペイン・アルゼンチン・メキシコの三か国でプレーした。アスレティック・ビルバオ第一次黄金期のフォワード陣の1人で、スペイン代表のFIFAワールドカップ本大会における最初のゴールを決めた人物である。

## 経歴

### 選手時代

#### クラブ
「ガルダカオのサメ(Chato)」という恐ろしいニックネームで知られ、1930年代から1940年代までゴールを量産したフォワード。ポジションは2-3-5時代の「インサイド・レフト」。5人のFWのうち前線2列目の左セカンド・ストライカー、1930年代以降の2-3-5(メトドやWM)では攻撃的ミッドフィールダーに近い2列目の左セカンドストライカー。いずれの位置でもインサイドで勝負するストライカー兼チャンスメーカーであった。
1928年、16歳でアスレティック・ビルバオのフベニールに加入。翌年にはもう1軍チーム昇格が認められ、当時最強を誇ったラフエンテ、バタ、チッリ2世、ゴロスティサなどと攻撃陣を形成し、フレッド・ペントランド監督（第二期）の指揮の下でクラブの第一次黄金期を作り上げた。リーガ・エスパニョーラ1929-1930年シーズンは18試合でわずか１敗という強さでリーグ初優勝、更にコパ・デル・レイ1930も制して二冠を達成。翌1930-1931年シーズンはきわどい接戦ではあったもののリーグを連覇し、更にコパ・デル・レイも優勝して2年連続2冠を成し遂げた。
その後マドリードFCに競り負けリーグ連覇を許すが、共和国大統領杯では1932年、1933年大会と連覇した。パトリシオ・カイセド新監督の時代には、1933-1934年シーズンのプリメーラ・ディシオンを制しリーグ王座を3年ぶりに奪回すると、更に2年後の1935-1936年シーズンにもリーグで優勝。イララゴーリは通算でリーグ4回・カップ4回優勝を経験し、ビルバオ第一次黄金期のタイトルをほぼ全てレギュラーとして味わった。
1936年のスペイン内戦の開始後、イララゴーリは難民・戦災被害者への義援金を集める目的で行われたバスク代表の国外チャリティ・ツアーに召集され、欧州とメキシコで試合をした。1939年には、ビルバオの同僚であるアンヘル・スビエタと二人そろってアルゼンチンのCAサン・ロレンソ・デ・アルマグロへ海外移籍した。だがここではケガに苦しみ、わずかな試合にしか出られなかった。
続いてメキシコのレアル・クルブ・エスパーニャに移籍し、ビルバオ時代の仲間グレゴリオ・ブラスコやレオナルド・チラウレン、スペイン代表で共にFIFAワールドカップに出たイシドロ・ランガラといった同胞たちにも恵まれ、最終的に7年間所属し複数のタイトルも獲得できた。
1946年にはスペインへ戻り古巣ビルバオへ復帰。だがチームは低迷し自身の出場機会も少ないという苦しみの中で、1948-1949年シーズン終了後に現役を引退した。アスレティック・ビルバオでは通算10シーズン在籍、240試合で179得点を挙げた。

#### スペイン代表
イララゴーリはスペイン代表に19歳で招集され、サン・マメスでイタリア代表と0-0で引き分けた、1931年4月19日の親善試合にてデビューした。
国際Aマッチ7キャップ・2ゴールを記録したが、そのうちのひとつはスペイン代表の歴史に残るものとなった。
スペインが初めて本大会に出場した1934 FIFAワールドカップ1回戦のブラジル戦で、イララゴーリは前半18分にペナルティキックを決めてチームに先制点をもたらしたが、これはスペインがW杯本大会で記録した最初のゴールであった。試合はその後プリメーラ・ディビシオン1933-1934得点王のイシドロ・ランガラが2点を追加し3-0と大きくスペインがリード。その後ブラジルの反撃をレオニダスの1点に抑えて勝利した。
準々決勝イタリア戦でも先発し、チームは1-1と引き分けた。再試合には起用されず、スペインは0-1で敗れベスト8で姿を消した。

### 指導者時代
イララゴーリはまだ正式引退する前のビルバオ時代末期、1947-1948シーズン頃には既にセグンダ・ディビシオン所属のバラカルドCFの指導を始めていた。引退後はビルバオでそのまま監督に就任し、1949年から1952年までの任期中にコパ・デル・ヘネラリシモ1950、コパ・エバ・ドゥアルテ1949-1950を制するも、リーグ優勝はならなかった。ビルバオでは103試合指揮を執り54勝17分32敗であった。
ビルバオ退団後はレアル・バリャドリード、セルタ・デ・ビーゴを短期間率い、前者ではコパ・フェデラシオン1952-1953にトップチームの陣容で優勝した。1955年10月にイララゴーリはエルクレスCFの監督に就任、ビルバオ時代の恩師パトリシオ・カイセド監督の解任とウルグアイ人の暫定監督セルヒオ・ロドリゲスからバトンを受け取ってのもので、イララゴーリはセグンダ降格の危機に瀕するチーム状態をよく立て直したが、しかし最終的にチームを残留に導くことは出来なかった。
その後、当時セグンダ・ディビシオン所属でビルバオをホームタウンとする小クラブ、SDインダウチュの監督を2期・2年間務め、その後は同クラブのフロントでGMに就任した。
1983年4月27日、生地バサウリの隣町ガルダカオで亡くなった。享年71歳。

## タイトル

### クラブ
アスレティック・ビルバオ
- ラ・リーガ : 4回 (1929-30, 1930-31, 1933-34, 1935-36)
- コパ・デル・レイ : 4回 (1929-30, 1930-31, 1931-32, 1932-33)

### 指導者時代
アスレティック・ビルバオ
- コパ・デル・レイ : 1回 (1949-50)
- コパ・エバ・ドゥアルテ : 1回 (1950-51)